# La Secuita
La Secuita es un municipio español de la comarca catalana del Tarragonés, en la provincia de Tarragona. Según datos de 2010 su población era de 1.547 habitantes. Incluye los agregados de Argilaga, les Gunyoles y Vistabella y el caserío de Masos de la Secuita. 

## Historia
La repoblación de la zona que hoy ocupa La Secuita fue encargada por el monasterio de Santes Creus a Guillem de Claramunt. El término municipal siguió en manos del cenobio que fue adquiriendo los diversos masos de la zona; compra que se completó en el siglo XIII con la adquisición de Vistabella. El alcalde era nombrado desde el propio monasterio.
Tras la desaparición de las señorías, los distintos núcleos poblaciones se unieron para formar un único municipio. El último en integrarse fue el de les Gunyoles que lo hizo en 1842.

## Demografía
Cuenta con una población de 1828 habitantes (INE 2024).
| Gráfica de evolución demográfica de La Secuita entre 1842 y 2021 |
| |
| Población de derecho según los censos de población del INE Población de hecho según los censos de población del INEEntre el censo de 1857 y el anterior, crece el término del municipio porque incorpora a 435006 (Argilaga) |

## Economía
La principal actividad económica es la agricultura, destacando el cultivo de la viña. Otros cultivos importantes son los algarrobos, avellanos y olivos.

## Transporte
En las proximidades del municipio se halla la estación de trenes AVE de Campo de Tarragona, desde donde se tiene acceso a ciudades como Gijón, Madrid, Barcelona, Lérida, entre otros destinos.

## Cultura
En el núcleo antiguo de La secuita se encuentra la iglesia parroquial dedicada a Santa María. Tiene tres naves laterales construidas en diferentes periodos mientras que la nave central es de estilo gótico.
La iglesia de Argilaga está dedicada a San Roque y es de construcción reciente ya que se edificó después de la Guerra Civil. Ahí se encuentra también el edificio conocido como Casa dels Frares construido en el siglo XVIII. Las fiestas mayores se celebran en el mes de agosto y como fiesta de invierno se celebra la festividad de San Pablo, copatrón del pueblo.
El arquitecto modernista Josep Maria Jujol edificó en Vistabella una iglesia dedicada al Sagrado Corazón. Las obras se iniciaron en 1918 por encargo de los habitantes del lugar que no disponía de iglesia. El templo se construyó con un cierto aire rústico utilizando materiales sencillos como la piedra o la madera.
La fiesta mayor de la Secuita tiene lugar en el mes de agosto. Tienen también tradición las fiestas de San Sebastián en el mes de enero y las de San Cristóbal en julio.